# Atoc
Huaminca Atoc o Atoco, príncipe y militar inca, participó en la guerra civil incaica en el bando de Huáscar.

## Biografía
Hijo de Huayna Cápac y por lo tanto, hermano de Huáscar y Atahualpa. Emprendió campaña contra Quito logrando el apoyo de los cañaris, enfrentándose a las tropas de Quizquiz, Chalcuchímac y Rumiñahui, venciéndolas falazmente. Una vez reorganizadas las tropas atahualpistas, propiciaron otro enfrentamiento en el desfiladero de Mullihambato, donde Atoc fue hecho prisionero y decapitado junto a varios jefes cañaris.
Según las crónicas, el general Chalcuchímac hizo mutilar y matar a Atoc, ya sea usando su cabeza como una copa de chicha dorada o arrancándole los ojos y dejándolo solo en el campo de la derrota. Se dice que su piel y la de su cogeneral Hango fueron talladas y utilizadas como tambores.
Su cabeza fue utilizada por su hermano Atahualpa como vaso ceremonial, sorprendiendo a los conquistadores españoles que se entrevistaron con el Inca en los Baños de Cajamarca.